# 310-ті до н. е.

## Події
- Продовжувалися Війни діадохів, що розпочалися в 321 до н. е. невдовзі по смерті Олександра Македонського.
- Війни Карфагену й Сиракуз. Агафокл підкорив Сиракузам майже всю Сицилію, проте у 311 році Гамількар розгромив Агафокла та розпочав облогу Сиракуз.
- В Індії сформувалася Імперія Маур'їв. Її першим правителем став Чандраґупта Маур'я.

## Правителі
- Правителем Єгипту був Птолемей I Сотер
- Правителем Сиракуз був Агафокл.

## Народились
- 316 чи 315 — Аркесілай, давньогрецький філософ

## Померли
- 319 — Антипатр, полководець і друг Олександра Македонського
- 314 — Ксенократ, давньогрецький філософ